# República de Ladrões
República de Ladrões é um fantasia do escritor norte-americano  Scott Lynch, o terceiro livro (dos sete programados)  da série "Os Nobres Vigaristas". Ele detalha a continuação das aventuras Locke Lamora e Jean Tannen, bem como Sabetha, interesse amoroso anteriormente ausente de Locke.